# Бернд Бранш
Бернд Бранш (Хале, 24. септембар 1944 — 11. јун 2022) био је источнонемачки фудбалер.

## Биографија
Започео је каријеру у млађим категоријама екипе БСГ Мотор Хале-Суд. Након тога је готово током читаве каријере наступао за Хеми Хале — осим у сезони 1973/74, када је био члан Карл Цајс Јене.
Две године је изабран за фудбалера године у Источној Немачкој, 1968. и 1974. Укупно је одиграо 317 првенствених утакмица, постигавши 43 гола.
За репрезентацију Источне Немачке је одиграо 63 утакмице и постигао 3 гола. Као члан олимпијског тима Источне Немачке, освојио је бронзану медаљу на играма у Минхену 1972. и златну медаљу у Монтреалу 1976. године. Учествовао је на ФИФА Светском првенству 1974. године у Западној Немачкој.

## Успеси

### Клуб
Карл Цајс Јена
- Куп Источне Немачке: 1974.

### Репрезентација
Источна Немачка
- Олимпијске игре: бронзана медаља Минхен 1972.
- Олимпијске игре: златна медаља Монтреал 1976.

### Награде
- Најбољи играч Источне Немачке: 1968, 1974.